# 歷高拿·華拉錫
歷高拿·華拉錫（發音：[nǐkola ʋlâʃitɕ]；1997年10月4日—）是一名克羅地亞足球運動員，現時効力意甲球會拖連奴，克羅地亞國家足球隊成員。位置為進攻中場。
歷高拿·華拉錫出生於克羅地亞著名的體育世家，亦是由夏德足球會青年學院訓練出來的青年球員。他在2014年夏天首次上陣，其後並在當年登上《衛報》的下一代球星名單。2017年，他的表現讓他轉會到英超球會愛華頓。然而，在一個不成功的賽季之後，他被借用到莫斯科中央陸軍，並於賽季結束後永久轉會至該球會。
華拉錫在2017年首次亮相國際比賽，之後在克羅地亞參加2018年世界盃後成為常規國家隊球員，同時還參加2018年國際足協世界盃。

## 球會生涯

### 夏德
華拉錫在12歲時被帶到夏德足球會之前，加入Omladinac Vranjic學院。他在球會的青年組表現出色，在2013-14賽季，他與安德里亞·巴里奇為夏德U17隊建立強而有力的中場搭檔，領導球隊以第一名的成績完成上半賽季，並且一球未失。兩人隨後收到並簽署職業球員合約，並被轉到U19隊，在U19隊他經常有上陣機會。
他於2014年7月17日在歐霸盃外圍賽中首次代表球隊出場，在作客對鄧達克足球會的比賽中出場。在他的首次上陣中取得入球，令他成為夏德在國際比賽中最年輕的入球球員，年齡只有16歲零9個月，比之前的紀錄保持者馬里奧·蒂奇諾維奇小兩個月。華拉錫在那個賽季各項賽事中出場37次，射入4球。
2016年6月30日，夏德宣布華拉錫被任命為球會副隊長，洛夫雷·卡連歷繼續擔任隊長。由於卡連歷因參加2016年歐洲國家盃克羅地亞隊而延長假期，華拉錫在7月14日首次擔任夏德隊長，這是賽季的開幕賽。在2016-17年歐霸盃外圍賽第二輪中，作客與羅馬尼亞球會CSMS拉斯以2-2打和。儘管年紀輕輕，但華拉錫在那個賽季還是四次擔任球隊隊長。

### 愛華頓
2017年8月31日，華拉錫與英超球會愛華頓簽訂了一份為期5年的合約，轉會費約為1000萬英鎊，這是夏德足球會的轉會記錄。當愛華頓和夏德在2017–18年歐霸盃附加賽中相遇時，華拉錫給愛華頓主教練朗奴·高文和足球總監史提夫·華殊留下深刻印象 。9月28日，華拉錫為愛華頓在葛迪遜公園球場的首次上陣，在歐霸盃比賽與阿波羅利馬素2-2打成平手，並射入他為愛華頓的首個入球。華拉錫在12月7日作客阿波羅利馬素再取得入球，愛華頓以3-0獲勝。在所有比賽中，他只上陣19次後，華拉錫在賽季結束時被告知他不是新教練馬高·施華未來計劃的一部分。

### 莫斯科中央陸軍

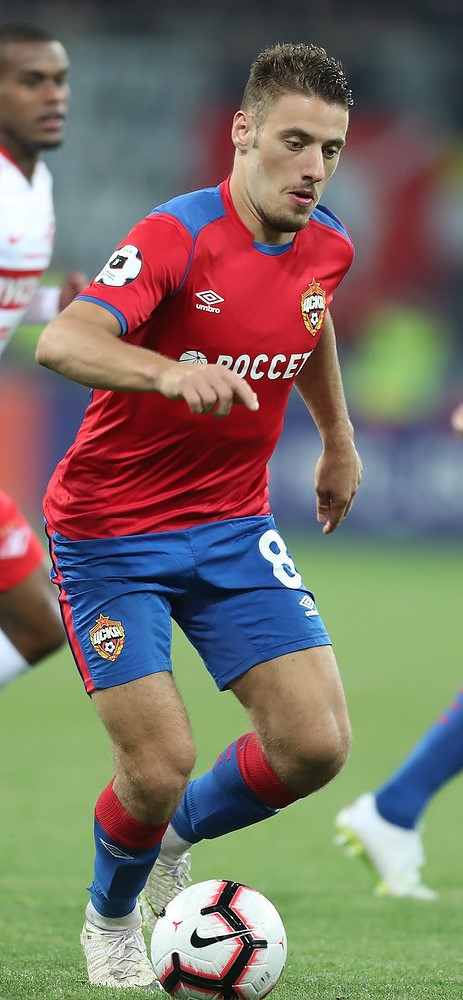
華拉錫於2018年為莫斯科中央陸軍上陣

2018年8月15日，俄羅斯球會莫斯科中央陸軍宣布此2018-19賽季借用華拉錫加盟.。三天後，華拉錫在以3-0擊敗圖拉兵工廠足球會的比賽中首次在聯賽上陣。在9月19日的歐冠比賽中首次亮相，他為莫斯科中央陸軍射入兩球以2-2與柏辛域陀尼亞打和。10月2日，華拉錫在歐冠主場以1-0擊敗上屆冠軍皇家馬德里的比賽中射入唯一的入球。在12月12日的第二回合比賽中，他為阿諾·施古臣送出助攻，幫助球隊射入第三球，幫助莫斯科中央陸軍以3-0戰勝皇馬，這是歷史上皇馬在歐洲賽主場最大的敗仗。儘管如此，莫斯科中央陸軍還是以小組最後一名的成績出局。2019年4月28日，他在2-0負於卡斯洛達足球會的比賽中被罰紅牌出場 。華拉錫以8個入球和7次助攻結束這賽季。
因為對華拉錫的表現感到滿意，莫斯科中央陸軍於6月19日宣布從愛華頓簽下華拉錫，合約為五年，轉會費並未公開。9月22日，在 3-2戰勝克拉斯諾達爾的比賽中，華拉錫贏得12碼並成功射入，並為費奧多爾·查羅夫提供助攻。11月24日，華拉錫在1-0戰勝森馬拉的比賽中射入唯一入球。12月12日，華拉錫在2019–20年歐霸盃作客以1-0戰勝愛斯賓奴的比賽中射入唯一入球。然而，莫斯科中央陸軍以小組最後一名的成績出局。2020年6月30日，華拉錫為莫斯科中央陸軍在2-0戰勝莫斯科斯巴達的打比戰中射入兩球。他以13個入球和7次助攻完成他在球會的第二個賽季，而莫斯科中央陸軍在俄超中排名第四。 
2020-21賽季開始，華拉錫引起拿玻里、阿特蘭大和辛尼特的興趣；然而，莫斯科中央陸軍拒絕出售他。在本賽季的第一場比賽中，他於8月19日對戰上屆冠軍辛尼特，辛尼特以2-1擊敗莫斯科中央陸軍的比賽中，華拉錫射入唯一的入球。9月13日，他在另一場重要的莫斯科打比戰中再有入球，幫助莫斯科中央陸軍以3-1擊敗莫斯科斯巴達。12月21日，華拉錫獲選為俄羅斯超級聯賽、俄羅斯足球總會和Sport-Express舉辦的2020-21年度足球先生。華拉錫獲得251分，領先第二名的亞歷斯·米蘭卓克138 分。
在2021-22賽季初，華拉錫與莫斯科中央陸軍的關係因球會不願出售他而惡化。

### 韋斯咸
2021年8月31日，華拉錫與英超球會韋斯咸簽訂一份為期五年的合約，轉會費並未公開。一些克羅地亞媒體報導稱，合約連同附加費用為3000萬歐元，令他成為歷史上第四高轉會費的克羅地亞球員。
他於9月11日在與修咸頓的比賽中首次為韋斯咸上陣。他為韋斯咸的射入的首個入球貢獻發生於11月25日以2-0戰勝維也納迅速的比賽中，當時他為安德烈·耶莫蘭高助攻，幫助他射入第一個入球。12月28日，華拉錫在4-1戰勝屈福特的比賽中射入他為韋斯咸的首個入球。

## 國家隊生涯

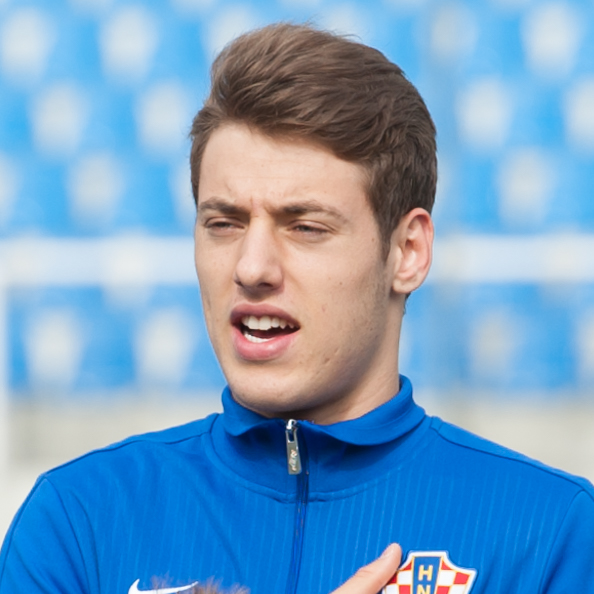
華拉錫於2015年為克羅地亞19歲以下國家足球隊上陣

華拉錫在14歲時首次代表克羅地亞U16。在U17和克羅地亞U18級別也經常與年長的隊友一起比賽。2017年5月28日，華拉錫入選正選陣容，在與墨西哥的友誼賽中首次代表克羅地亞國家足球隊出場比賽。2018年11月18日，他為安德烈·卡拉馬歷助攻入了一球，幫助安德烈·克拉馬里奇在歐國聯對陣英格蘭的比賽中以0-1領先，可惜克羅地亞最終以2-1落敗。
華拉錫入選克羅地亞U21參與2019年U21歐洲國家盃的名單。他分別在6月18日和24日以1-4負於羅馬尼亞和3-3與英格蘭打和的比賽中入球。
2019年9月6日，華拉錫在2020年歐洲國家盃外圍賽E組對陣斯洛伐克的比賽中射入他在國家隊的首個入球，令克羅地亞以1-0領先。克羅地亞最終以4-0獲勝 。10月13日，華拉錫在與威爾斯的1-1打和比賽中又射入一球。11月16日，他在主場對陣斯洛伐克的比賽中扳平比分，幫助克羅地亞隊以3-1獲勝並獲得參賽資格。然而，在2020年3月，由於COVID-19在歐洲大流行，比賽被推遲一年。
2020年10月11日，華拉錫在2020–21年歐洲國家聯賽中以2-1戰勝瑞典的比賽在馬科西米爾運動場打開揭幕戰，三天後又在同一地點以 2-1 負於衛冕世界冠軍法國隊的比賽中射入一球。
2021年5月17日，華拉錫入選達利奇的2020年歐洲杯26人名單，標誌著華拉錫首次亮相大型賽事。他在克羅地亞對陣英格蘭和捷克的前兩場比賽中以後備入替出場，但他於6月22日在3-1戰勝蘇格蘭的比賽中在射入開紀錄的入球後，被評為該場的最佳球員，這使克羅地亞獲得進入16強的資格
。

## 個人生活
華拉錫出生在斯普利特，誕生在前越野滑雪運動員維納斯·米林和田徑教練約什科·華拉錫二人的家庭。華拉錫是世界跳高冠軍布蘭卡·弗拉希奇的弟弟。他的父親來自蒂斯諾附近的杜布拉瓦。他的母親在代爾尼采出生和長大，但她的家鄉是穆泰爾島的耶澤拉。華拉錫的足球生涯被視為他父親的“計劃”，父親從華拉錫四歲起就開始親自訓練他。
2021年5月22日，華拉錫在斯普利特的聖勞倫斯教堂與交往多年的女友安娜結婚。同年6月下旬，他們的孩子諾亞出生。

## 生涯數據

### 球會
最後更新：2022年4月17日
| 球會                  | 賽季     | 聯賽                 | 聯賽 | 聯賽 | 英格蘭足總盃 | 英格蘭足總盃 | 英格蘭聯賽盃 | 英格蘭聯賽盃 | 其他 | 其他 | 總計 | 總計 |
| 球會                  | 賽季     | 層級                 | 出賽 | 進球 | 出賽         | 進球         | 出賽         | 進球         | 出賽 | 進球 | 出賽 | 進球 |
| --------------------- | -------- | -------------------- | ---- | ---- | ------------ | ------------ | ------------ | ------------ | ---- | ---- | ---- | ---- |
| 夏德足球會            | 2014–15  | 克羅地亞甲組足球聯賽 | 27   | 3    | 5            | 0            | —            | —            | 5    | 1    | 37   | 4    |
| 夏德足球會            | 2015–16  | 克羅地亞甲組足球聯賽 | 23   | 1    | 3            | 0            | —            | —            | 8    | 1    | 34   | 2    |
| 夏德足球會            | 2016–17  | 克羅地亞甲組足球聯賽 | 30   | 4    | 1            | 0            | —            | —            | 6    | 0    | 37   | 4    |
| 夏德足球會            | 2017–18  | 克羅地亞甲組足球聯賽 | 6    | 3    | 0            | 0            | —            | —            | 6    | 0    | 12   | 3    |
| 夏德足球會            | 總計     | 總計                 | 86   | 11   | 9            | 0            | —            | —            | 25   | 2    | 120  | 13   |
| 愛華頓                | 2017–18  | 英超                 | 12   | 0    | 0            | 0            | 1            | 0            | 6    | 2    | 19   | 2    |
| 莫斯科中央陸軍 (借用) | 2018–19  | 俄羅斯超級足球聯賽   | 25   | 5    | 0            | 0            | —            | —            | 6    | 3    | 31   | 8    |
| 莫斯科中央陸軍        | 2019–20  | 俄羅斯超級足球聯賽   | 30   | 12   | 2            | 0            | —            | —            | 6    | 1    | 38   | 13   |
| 莫斯科中央陸軍        | 2020–21  | 俄羅斯超級足球聯賽   | 26   | 11   | 3            | 1            | —            | —            | 5    | 0    | 34   | 12   |
| 莫斯科中央陸軍        | 2021–22  | 俄羅斯超級足球聯賽   | 5    | 0    | 0            | 0            | —            | —            | —    | —    | 5    | 0    |
| 莫斯科中央陸軍        | 總計     | 總計                 | 86   | 28   | 5            | 1            | —            | —            | 17   | 4    | 108  | 33   |
| 韋斯咸                | 2021–22  | 英超                 | 18   | 1    | 3            | 0            | 3            | 0            | 6    | 0    | 30   | 1    |
| 生涯總計              | 生涯總計 | 生涯總計             | 203  | 40   | 17           | 1            | 4            | 0            | 54   | 8    | 277  | 49   |

1. 1 2 3 4 5 6 7 8  在歐洲足協歐霸盃出賽
2. ↑  在歐洲聯賽冠軍盃出賽

### 國家隊
最後更新：2022年3月29日
| 國家隊   | 年份  | 出賽 | 進球 |
| -------- | ----- | ---- | ---- |
| 克羅地亞 | 2017  | 2    | 0    |
| 克羅地亞 | 2018  | 2    | 0    |
| 克羅地亞 | 2019  | 7    | 3    |
| 克羅地亞 | 2020  | 6    | 2    |
| 克羅地亞 | 2021  | 16   | 2    |
| 克羅地亞 | 2022  | 2    | 0    |
| Total    | Total | 35   | 7    |

最後更新：2021年9月7日
得分和結果首先列出克羅地亞的入球數，得分欄顯示每個華拉錫入球後的得分。
| # | 日期           | 場館                                    | 場次 | 對手       | 比分 | 賽果 | 賽事                       |
| - | -------------- | --------------------------------------- | ---- | ---------- | ---- | ---- | -------------------------- |
| 1 | 2019年9月6日   | 斯洛伐克，特爾納瓦，安東·馬拉丁斯基球場 | 6    | 斯洛伐克   | 1–0  | 4–0  | 2020年歐洲國家盃外圍賽     |
| 2 | 2019年10月13日 | 威爾斯，卡迪夫，卡迪夫城球場            | 9    |            | 1–0  | 1–1  | 2020年歐洲國家盃外圍賽     |
| 3 | 2019年11月16日 | 克羅地亞，里耶卡，里耶卡NHK體育場       | 10   | 斯洛伐克   | 1–1  | 3–1  | 2020年歐洲國家盃外圍賽     |
| 4 | 2020年10月11日 | 克羅地亞，薩格勒布，馬科西米爾運動場    | 14   | 瑞典       | 1–0  | 2–1  | 2020–21年歐洲國家聯賽A     |
| 5 | 2020年10月14日 | 克羅地亞，薩格勒布，馬科西米爾運動場    | 15   | 法國       | 1–1  | 1–2  | 2020–21年歐洲國家聯賽A     |
| 6 | 2021年6月22日  | 蘇格蘭，格拉斯哥，咸普頓公園球場        | 25   | 苏格兰     | 1–0  | 3–1  | 2020年歐洲國家盃           |
| 7 | 2021年9月7日   | 克羅地亞，斯普利特，波爾朱德體育場      | 29   | 斯洛維尼亞 | 3–0  | 3–0  | 2022年國際足協世界盃外圍賽 |

## 榮譽

### 個人
- 俄羅斯超級聯賽該月份最佳球員：2018年9月[67]，2018年12月[68]，2020年7月
- Sport-Express（英语：Sport-Express）, 俄羅斯足球總會與俄羅斯超級聯賽年度足球運動員: 2020[35]

## 外部連結
- Soccerway資料庫：歷高拿·華拉錫